# Groove Armada
Groove Armada é uma dupla de música eletrônica formada em 1996 por Andy Cato e Tom Findlay em Londres, Inglaterra. Alcançaram o sucesso com os singles "I See You Baby", e "Superstylin".

## História
Groove Armada teve seu início em Cambridge na década de 90, quando Andy Cato foi apresentado a Tom Findlay, ainda na época de faculdade. Dessa amizade, começaram a se apresentar juntos em eventos noturnos de Londres.
Em 1997, lançaram o EP Four Tune Cookie, que os destacou pelo single "At the River", baseado em um sample de "Old Cape Cod" de Patti Page, uma das músicas mais conhecidas da dupla, e utilizada posteriormente em inúmeras coletâneas do gênero chill out. Em uma entrevista, Findlay afirmou que a ideia de usar o sample de Patti Page surgiu enquanto ele e Cato se inspiravam a partir de um antigo compilado de canções dos anos 50, adquirido em uma loja de pechincha. Essas gravações foram feitas no estúdio improvisado que haviam montado na época em uma velha casa alugada.
Lançaram seu primeiro álbum de estúdio, Northern Star, em 1998, seguido por Vertigo, de 1999, que entre os singles, incluía uma regravação de "At the River", e "I See You Baby", tendo este último recebido um remix de Fatboy Slim no ano seguinte.
O terceiro álbum de estúdio, Goodbye Country (Hello Nightclub), foi lançado em 2001, e marcou uma mudança do estilo chillout para o gênero upbeat, com batidas mais dançantes tal como demonstrado no single "Superstylin", indicado na categoria "Best Dance Recording" do Grammy Awards de 2003.

## Outros projetos
Além do Groove Armada, Andy Cato também integrou entre 1995 e 2000, outros dois projetos musicais secundários: Mother's Pride, e Qattara. Entre 2001 e 2004, Cato também integrou outro projeto de música eletrônica denominado Weekend Player, em parceria com a britânica Rachel Foster, e em 2007, participou da produção de Overpowered, o segundo álbum da carreira solo de Róisín Murphy (ex-vocalista da dupla Moloko).
A partir de 2006, Tom Findlay começou a integrar paralelamente com Timothy Hutton, no também projeto de música eletrônica Sugardaddy.
Em 2013, Andy Cato mudou-se com a família para uma área rural na região da Gasconha, passando a trabalhar integralmente como fazendeiro na criação de animais e cultivo de grãos orgânicos. De forma ocasional, ele viaja ao Reino Unido para atuar com a música.

## Discografia
Álbuns de estúdio
- Northern Star (1998)
- Vertigo (1999)
- Goodbye Country (Hello Nightclub) (2001)
- Lovebox (2002)
- Soundboy Rock (2007)
- Black Light (2010)
- White Light (2010)
- Little Black Book (2015)
- Edge of the Horizon (2020)